# Integrated Device Technology
IDT (Integrated Device Technology, Inc) es una empresa estadounidense con sede en San José (California). Fundada en 1980 como vendedor de semiconductores, emplea cerca de 2200 personas en el diseño y fabricación de componentes semiconductores.

## Historia
A lo largo de su historia, IDT ha adquirido varias empresas para ampliar su gama de productos y recursos tecnológicos:
- Abril de 1999: Quality Semiconductor (QSI).
- Octubre de 2002: Solidum Systems
- Mayo de 2004: ZettaCom, Inc.
- Junio de 2005: Integrated Circuit Systems (ICS).
- Octubre de 2005: Freescale Semiconductor.
- Julio de 2006: adquiere la división de audio de SigmaTel.

Está especializada en dispositivos para redes y cuenta con más de 1300 dispositivos capaces de ofrecer hasta 15.000 configuraciones diferentes.
Tuvo como filial a Centaur Technology, diseñadora de CPUs x86 (la serie IDT Winchip) que fue finalmente vendida a VIA Technologies en 1999